# Juan Conway McNabb
Juan Conway McNabb OSA (ur. 11 grudnia 1925 w Beloit, zm. 26 lutego 2016 w Chicago) – amerykański duchowny katolicki posługujący w Peru, prałat Chulucanas 1964-1988, a następnie tamtejszy biskup diecezjalny w latach 1988-2000.

## Życiorys
Święcenia kapłańskie otrzymał 24 maja 1952.
4 marca 1964 papież Paweł VI mianował go prałatem diecezji Chulucanas. 17 czerwca 1967 z rąk kardynała Johna Patricka Cody'ego przyjął sakrę biskupią i przydzielono mu stolicę tytularną Saia Maior. 27 grudnia 1977 zrzekł się godności biskupa tytularnego. 12 grudnia 1988 papież Jan Paweł II nominował go biskupem diecezjalnym Chulucanas. 28 października 2000 ze względu na wiek złożył rezygnację z zajmowanej funkcji.
Zmarł 26 lutego 2016.